# (80) Sappho
(80) Sappho – planetoida z pasa głównego planetoid okrążająca Słońce w ciągu 3 lat i 175 dni w średniej odległości 2,3 j.a. Została odkryta 2 maja 1864 roku w Madras Observatory (Madras) przez Normana Pogsona. Nazwa planetoidy pochodzi od Safony, najsławniejszej poetki starożytnej Grecji.